# A muerte
A muerte és una sèrie de televisió espanyola de comèdia romàntica creada i dirigida per Dani de la Orden encarregada originalment per a Atresplayer. És protagonitzada per Verónica Echegui i Joan Amargós. Encara que originalment es preveia estrenar a Atresplayer, finalment es va estrenar a Apple TV+ el 5 de febrer de 2025.

## Trama
Després del diagnòstic d'un càncer de cor, el prudent Raúl (Joan Amargós) es retroba amb Marta (Verónica Echegui), d'esperit lliure i recentment embarassada. Tots dos reprenen una amistat que va començar a la infància, i aquesta relació causada pel destí comença a posar a prova les seves creences sobre l'amor.

## Repartiment
- Verónica Echegui com a Marta
- Joan Amargós com a Raúl

## Producció
El 13 de juny de 2023, durant la presentació dels futurs projectes originals en l'esdeveniment Atresplayer Day, Atresplayer va anunciar que estava desenvolupant, entre altres projectes, la sèrie A muerte, la qual fora creada i dirigida per Dani de la Orden i protagonitzada per Verónica Echegui i Joan Amargós. Un mes després, l'11 de juliol de 2023, Atresplayer va anunciar que el rodatge de la sèrie havia començat a Barcelona. Aquest mateix dia, també es va anunciar el repartiment complet de la sèrie, el qual inclouria les col·laboracions especials de Berto Romero, Leticia Dolera, Emma Vilarasau, Blanca Apilánez, Pep Munné i Lluís Marco.

## Estrena i màrqueting
Originalment, A muerte tenia previst estrenar-se a Atresplayer com una sèrie original de la plataforma. No obstant això, el 12 de desembre de 2024, Apple TV+ va anunciar que havia adquirit la sèrie. Aquest mateix dia, la plataforma va anunciar que estrenaria la sèrie mundialment el 5 de febrer de 2025 amb els seus dos primers capítols, seguit d'un capítol setmanal fins a acabar el 12 de març de 2025. Malgrat l'anunci, la propietària d'Atresplayer, Atresmedia Televisión, va confirmar que la sèrie encara tenia previst estrenar-se a la seva plataforma, després del seu recorregut inicial a Apple TV+.